# استفانو ارانیو
ستفانو ارانیو (به ایتالیایی: Stefano Eranio) بازیکن فوتبال و اهل ایتالیا است که از سال ۱۹۹۰ میلادی عضو تیم ملی فوتبال ایتالیا بوده و در ۲۰ بازی ملی حضور داشته‌است. او در بازی‌های ملی‌اش ۳ گل به ثمر رساند.
ستفانو ارانیو آخرین بازی ملی خود را در سال ۱۹۹۷ میلادی انجام داد.